# شهرستان تاهه
شهرستان تاهه (به چینی: 塔河县) یا تاشسا (به اوروچن: taaxsa jaamun) یک شهرستان در استان هئی‌لونگ‌جیانگ چین است که در تابعیت ولایت کوه‌های خینگان بزرگ قرار دارد.

## تقسیمات اداری
شهرستان تاهه ۵ شهرک، ۱ قصبه، و ۱ قصبه قومیتی (برای اوروچن) تابعه تقسیم شده است.
- شهرک پان‌گو (盘古镇، Pángǔ zhèn)
- شهرک تاهه (塔河镇، Tǎhé zhèn)
- شهرک گویی (古驿镇، Gǔyì zhèn)
- شهرک والاگان (瓦拉干镇، Wǎlāgàn zhèn)
- شهرک گویی (古驿镇، Gǔyì zhèn)

- قصبه یی‌شی‌کن (依西肯乡، Yīxīkěn xiāng)

- قصبه قومیتی اوروچن شی‌باژان (ایستگاه ۱۸ام) (十八站鄂伦春族乡، Shíbāzhàn èlúnchūnzú xiāng)